# ウリ・フォルテ
ウルリッヒ・マッシモ ("ウリ") フォルテ（Ulrich Massimo ("Uli") Forte、1974年4月30日- ）は、スイス・チューリッヒ出身のイタリア人サッカー指導者であり、スイスの元サッカー選手。
イタリア人の両親のもとスイスで生まれる。チューリッヒ大学では財政学を学ぶ。

## 経歴

### 選手
サッカー選手として全てのユース時代をFCブリュッティーゼレン＝ディートリコンでプレーする。
当時のナツィオナールリーガBのチームで数試合出場する。1994年夏以降FCレッド・スター・チューリッヒでプレーし、1999年夏SCクリエンスのナツィオナールリーガBのチームに移籍し、3年間そこでプレーする。

### 監督
2002年春、指導者としてのキャリアが始まる。
2.リーガ・インターレギオナル(当時国内リーグ4部に相当)のFCレッド・スター・チューリッヒで選手兼任監督として1年後に1.リーガ昇格にチームを導く。
2006年夏、プロフェッショナルなチームに引き上げる監督としてFCヴィル1900からオファーを受け、監督に就任。
最初のシーズン、スイスコム・カップでチームを準決勝まで導き、その年の"2007年スイスコム・カップチーム"の表彰を受ける。
2シーズン目はチームをリーグ3位に導いた。
2008-09シーズンからFCザンクト・ガレンの監督に就任し、同シーズンアクスポ・スーパーリーグ(現ライファイゼン・スーパーリーグ)昇格を果たす。
2009年12月、2011-12シーズンまで契約延長が発表された。
2012年4月16日、グラスホッパー・クラブ・チューリッヒの監督就任が発表され、最初のシーズンにスイス・カップで優勝し、リーグ2位の成績を残す。
2013年6月1日、2012-13シーズン終了をもってBSCヤングボーイズの監督に就任することが発表される。
シーズン終了まであと3試合を残す2016年5月13日からFCチューリッヒの監督を務め、翌シーズン、チームをライファイゼン・スーパーリーグ昇格へ導く。
2019年4月9日、グラスホッパー・クラブ・チューリッヒの監督に就任。

## 指導者としての功績
FCレッド・スター・チューリッヒ
- 1.リーガへの昇格（2003）

FCザンクト・ガレン
- アクスポ・スーパーリーグ(現ライファイゼン・スーパーリーグ)への昇格（2009）

グラスホッパー・クラブ・チューリッヒ
- スイス・カップ優勝: (2013)
- スーパーリーグ準優勝: (2013)

FCチューリッヒ
- スイス・カップ優勝: (2016)

FCチューリッヒ
- ライファイゼン・スーパーリーグへの昇格: (2017)

## 人物
母国語のドイツ語とイタリア語に加えて英語とフランス語にも堪能。